# Национальная научная библиотека Грузии
Национальная научная библиотека Грузии (ранее — научная библиотека АН ГССР) была основана одновременно с открытием Академии наук Грузинской ССР в 1941 году и первоначально обслуживала только научных сотрудников Академии. Её книжный фонд тогда составлял две тысячи экземпляров. Кроме того, в научно-исследовательских институтах, входящих в систему Академии, функционировали свои научные библиотеки. С ростом Академии встал вопрос о создании фундаментальной библиотеки, который был успешно решён в 1945 году. Спустя всего несколько лет фонд библиотеки, обогатившийся литературой почти всех отраслей науки, насчитывал уже около 400 тысяч печатных единиц. Особое внимание уделялось возвращению на родину изданных за рубежом грузиноязычных книг и получению грузинских литературных раритетов и микрофильмов древнегрузинских рукописей, хранящихся в зарубежных культурных центрах, библиотеках и музеях, путём международного книгообмена. В разное время библиотека приобрела или получила в дар по завещанию частные коллекции и библиотеки многих известных ученых и общественных деятелей: Эквтиме Такаишвили, Вукола Беридзе, С. Нарикашвили, В. Воронина, А. Байкова, М. Полиевктова, Г. Ломтатидзе, Н. Лордкипанидзе, братьев И. и В. Асланишвили и др. Поэт-академик Иосиф Гришашвили завещал государству богатую библиотеку-музей (она сегодня числится за Национальной научной библиотекой Грузии) в количестве 100 тысяч книг, в том числе и раритетные издания.

## Здание библиотеки
Поначалу библиотека располагалась в здании Президиума АН ГССР. В 60-х годах прошлого столетия для строительства нового, отдельного здания библиотеки была выделена соответствующая территория в живописном месте города (в центре Тбилиси, напротив цирка), в Академгородке, где к тому времени уже располагалось несколько научно-исследовательских институтов. В 1970 году библиотека обосновалась на этом месте, где и находится по сей день (ул. Алексидзе 1-4). Пятиэтажное капитальное здание библиотеки (архитекторы Г. Лежава и И. Либерман) построено так, что в нём созданы все удобства для читателя. Здесь 90 рабочих комнат, большой читальный зал на 200 человек, 6 отраслевых читальных залов со вспомогательным книжным фондом. Общая площадь библиотеки 10 тысяч м², а прилегающей территории (двора) — 1,25 га.

## Фонды, структура и деятельность библиотеки
В 2006 году в результате объединения научно-технической библиотеки им. Г. Микеладзе (она располагается в отдельном здании, на ул. Костава 47) и научной библиотеки Академии наук Грузии была сформирована Национальная научная библиотека Грузии как юридическое лицо. Основную часть фондов технической библиотеки составляют научно-технические труды, каталоги, стандарты, патенты (ок. 20 млн единиц) и т. д. На сегодняшний день Грузинская национальная научная библиотека является самой большой в стране — её книжный фонд насчитывает свыше 3,5 млн единиц, включая более 600 тысяч иностранных изданий. Здесь хранятся частные библиотеки многих известных учёных и общественных деятелей (см. выше), много редких изданий, в том числе есть и раритеты, сохранившиеся в единственном экземпляре. В частности, книга В. Корбо с описанием грузинского монастыря V—VI вв., полученная из библиотеки Ватикана; микрофильм уникальной рукописи X века — Бердского евангелия — из Оксфордского университета; микрофильмы т. н. Синайской и Иерусалимской грузинских рукописей IX—XI веков — из библиотеки Конгресса США. В библиотеке хранятся также все грузинские издания и переводы поэмы «Витязь в тигровой шкуре» Шота Руставели.
В библиотеке функционируют отделы библиографии, обслуживания абонентов, комплектации, обработки, гигиены и реставрации книг, переплётная мастерская, фотолаборатория. В последние годы созданы и новые структуры, такие, как группа научного информационного анализа, PR-группа, группа научно-технического перевода, группа управления электронными ресурсами и т. д.
В библиотеке активно внедряются новейшие информационные технологии. Читатели имеют возможность познакомиться с зарубежными научными периодическими изданиями посредством электронного каталога. В 2007 году в библиотеке открылся специальный центр по обслуживанию слепых, позволяющий им пользоваться «голосовыми» услугами компьютера.
Благодаря поддержке и помощи Ассоциации библиотек Грузии, Национальная научная библиотека подписалась на базы данных таких известных изданий, как журналы Кембриджского, Оксфордского университетов, а также Американского физического общества.
Национальная научная библиотека Грузии имеет тесные контакты с ведущими научными организациями и библиотеками мира, в частности, Австрии, Германии, Франции, России, Латвии, Литвы, Украины, Польши, США, Швейцарии и др. Широко внедрена практика обмена книг и печатных изданий, а также опыта работы между Грузией и вышеназванными странами.